# Polyprion americanus
O Polyprion americanus é um peixe (conhecido em Portugal como cherne) da família  Polyprionidae, que se encontra sobretudo no Oceano Atlântico.